# Gravataí
Gravataí ist eine brasilianische Stadt im südlichsten brasilianischen Bundesstaat Rio Grande do Sul nordöstlich nahe Porto Alegre.
Die 1763 gegründete Stadt, die zu den am stärksten wachsenden des Landes zählt, hat (2018) geschätzt 279.398 Einwohner auf 498 km². Benannt ist sie nach dem Fluss Gravataí, der im Tupí-Guaraní karagwa'ta, eine der Ananas ähnliche Bromelienart bezeichnet, die den Fluss entlang häufig vorkommt.
Gravataí ist verkehrsmäßig gut erschlossen. Die Entfernung zum Flughafen Porto Alegres beträgt 20 Kilometer.
Es gibt ein Werk von General Motors do Brasil, gebaut wird hier u. a. der Chevrolet Celta. Daneben finden sich eine Reihe von Zulieferern, darunter Johnson Controls.
Nahe gelegene Städte sind Novo Hamburgo, Taquara, Glorinha, Viamão, Alvorada, Porto Alegre, Cachoeirinha, Canoas und Sapucaia do Sul.

## Persönlichkeiten
- Davi Rodrigues de Jesus (* 1984), Fußballspieler
- Arthur Viana (* 2004), Fußballspieler